# John Obi Mikel
John Obi Mikel, bürgerlich John Michael Nchekube Obinna (* 22. April 1987 in Jos), ist ein ehemaliger nigerianischer Fußballspieler, der in Europa zuletzt für den englischen Zweitligisten Stoke City spielte. 2012 gewann er mit dem FC Chelsea die UEFA Champions League. Der Mittelfeldspieler war Kapitän der nigerianischen Nationalmannschaft.

## Im Verein
Mikels Karriere in Europa begann im Herbst 2005, als er nach Oslo wechselte. Den Wechsel vermittelte Rune Hauge im Auftrag des FC Chelsea aus London. Chelsea übernahm sowohl die Ausbildungs- als auch die Gehaltskosten in Höhe von circa 280.000 Euro. Lyn Oslo wandelte Mikels Jugendvertrag nach dessen 18. Geburtstag in einen Profivertrag um, und eine Woche später unterschrieb er beim FC Chelsea.
Bereits in der Saison 2006/07 kam der damals 19-jährige Mikel auf 22 Ligaeinsätze, in den folgenden Jahren stand er mindestens 25-mal pro Saison für Chelsea auf dem Platz. Ebenfalls 2006/07 erreichte er mit Chelsea das Champions-League-Halbfinale, in dem man sich dem FC Liverpool geschlagen geben musste. Mikel stand auch in den FA-Cup-Finalspielen 2007 und 2009 auf dem Platz, die er mit Chelsea gewann. 2010 gewann Mikel mit Chelsea seine erste englische Meisterschaft und konnte den FA Cup verteidigen. In der Saison 2011/12 gewann Chelsea im Finale gegen den FC Bayern München die Champions League; Mikel war dabei einer der prägenden Spieler dieses Finals. Am 21. September 2013 erzielte er im Spiel gegen den FC Fulham sein erstes Tor in seinem 185. Ligaspiel per Seitfallzieher zum 2:0-Endstand.
Anfang Januar 2017 verließ Mikel nach zehneinhalb Jahren den FC Chelsea und wechselte in die Chinese Super League zu Tianjin Teda. Sein Vertrag bei Chelsea war zuvor nicht mehr verlängert worden. Für den Verein absolvierte der Nigerianer in zwei Spielzeiten 31 Ligapartien, verpasste jedoch beinahe seine ganze erste Saison aufgrund von Bauchbeschwerden.
Es folgte eine Rückkehr nach Europa, als sich Mikel zum 30. Spieltag der Saison 2018/19 dem englischen Zweitligisten FC Middlesbrough anschloss. Als Tabellenfünfter verpasste er mit dem Verein knapp die Teilnahme an den Aufstiegs-Play-offs. Er war darüber hinaus sofort Stammspieler und zeitweiser Mannschaftskapitän.
Im Anschluss wechselte Mikel in die türkische Süper Lig zu Trabzonspor. Mit dem Verein konnte er sich für die Gruppenphase der Europa League qualifizieren, in der man jedoch am Ende ausschied. Am 17. März 2020 wurde sein Vertrag bei Trabzonspor einvernehmlich aufgelöst, nachdem der Spieler sich auf der Internetplattform Instagram kritisch über den weiterhin nicht eingestellten Spielbetrieb in der höchsten türkischen Spielklasse trotz der globalen COVID-19-Pandemie geäußert hatte.
Im August 2020 heuerte er beim englischen Zweitligisten Stoke City an und unterschrieb dort einen Einjahresvertrag. 2021 wechselte er zu al Kuwait SC.

## Nationalmannschaft
Bei der U20-WM 2005 in den Niederlanden wurde Mikel von den Journalisten mit dem „Silbernen Ball“ als zweitbester Spieler des Turniers (nach Lionel Messi) ausgezeichnet. Er war der „Denker und Lenker“ des nigerianischen Teams und führte es so bis ins Finale, welches gegen Argentinien verloren ging.
Der Mittelfeldspieler nahm mit der A-Auswahl erfolgreich am Africa-Cup 2006 teil, bei dem ihm ein Tor gelang und er als Nachfolger von Jay-Jay Okocha die nigerianische A-Nationalmannschaft zum 3. Platz führte. Beim Africa-Cup 2013 gewann er mit Nigeria den Titel. Nur ein Jahr später, bei der Fußball-Weltmeisterschaft 2014 in Brasilien, wurde er als Stammspieler ins nigerianische Aufgebot berufen, was vier Jahre davor, bei der WM 2010 noch nicht der Fall war. Mikel gehörte zum nigerianischen Team bei den Olympischen Spielen 2016, das im Halbfinale gegen Deutschland unterlag und danach im Spiel um Bronze gegen Honduras die Bronzemedaille gewann. Bei der WM 2018 in Russland war Mikel Mannschaftskapitän der Nigerianer; sein Team schied in der Gruppenphase mit drei Punkten aus.
Nach dem Afrika-Cup 2019, bei dem Nigeria den dritten Platz belegte, beendete Mikel seine Nationalmannschaftskarriere mit insgesamt 91 Länderspielen.

## Erfolge
- Englischer Meister: 2010, 2015, 2017
- Englischer Pokalsieger: 2007, 2009, 2010, 2012
- UEFA Europa League: 2013
- UEFA Champions League: 2012
- Englischer Ligapokal: 2007, 2015
- Bronzemedaille bei den Olympischen Sommerspielen 2016
- Afrikameister 2013